# Agustín Pedro Justo

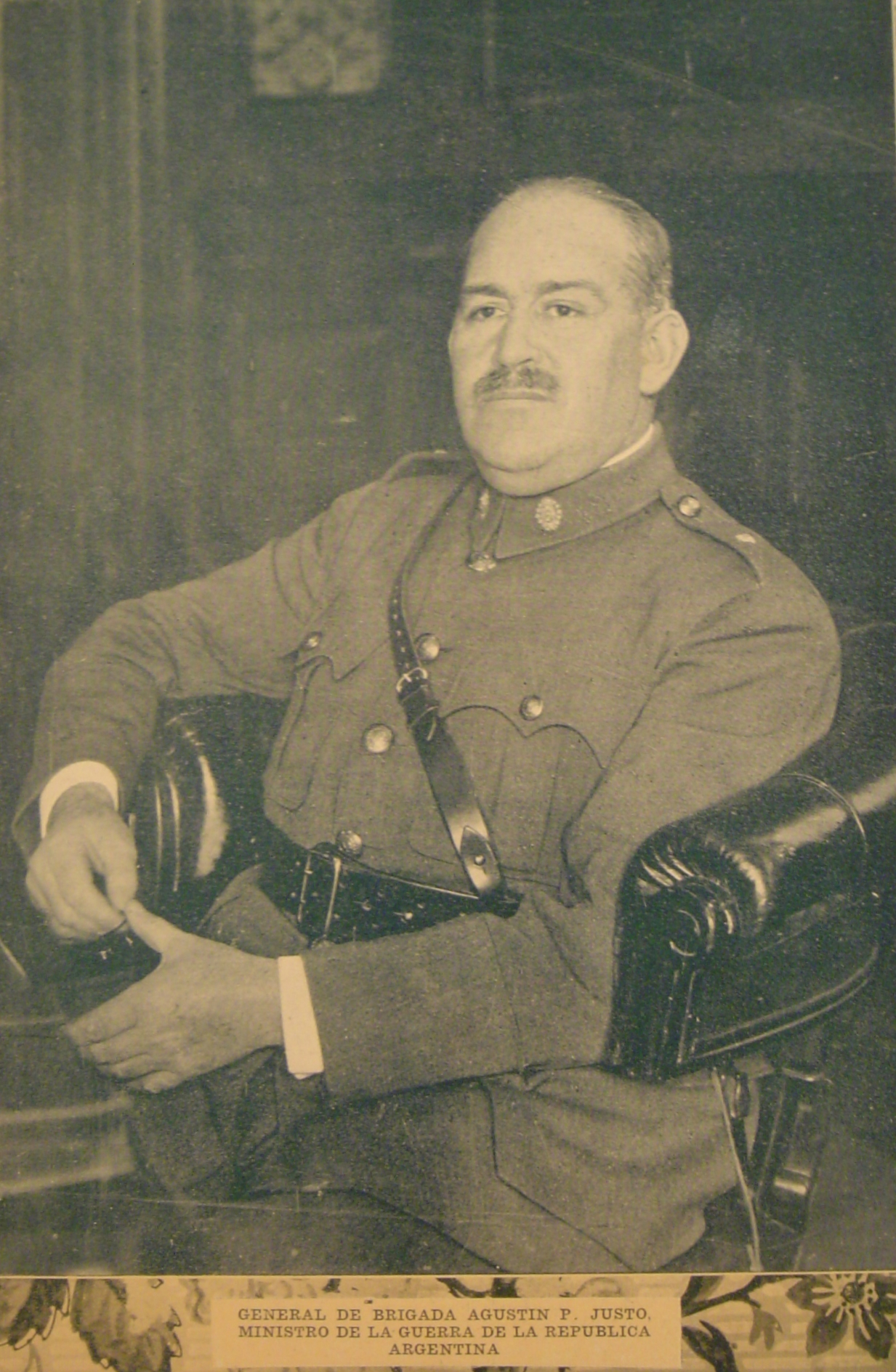
Agustín Pedro Justo Rolón 1926

General Agustín Pedro Justo Rolón (* 26. Februar 1876 in Concepción del Uruguay (Entre Ríos); † 11. Januar 1943 in Buenos Aires) war ein argentinischer Militär, Diplomat und Politiker. 

## Politische Karriere
Während der Präsidentschaft Marcelo Torcuato de Alvears (1922–1928) war Agustín Justo Kriegsminister. Wie Alvear gehörte er dem antipersonalistischen Flügel der Unión Cívica Radical an, einer Strömung, die in Opposition zu Alvears Amtsvorgänger und Parteikollegen Hipólito Yrigoyen (1916–1922) stand. 1930, zwei Jahre nach Yrigoyens Wiederwahl, unterstützte Justo den Militärputsch General José Félix Uriburus, der den gewählten Präsidenten aus dem Amt vertrieb.
Nachdem Uriburu begonnen hatte, öffentlich mit – vom italienischen Faschismus inspirierten – korporativistischen Ideen zu sympathisieren, war er für die oligarchischen Kreise, die hinter dem Putsch von 1930 standen, nicht mehr tragbar. In dieser Situation wurde Justo, der wirtschaftspolitisch liberalen Auffassungen anhing, zum Wunschkandidaten der Oligarchie für die argentinische Präsidentschaft.
Nach von massiven Fälschungen geprägten Wahlen wurde Justo am 20. Februar 1932 Präsident. Er war für ein der Oligarchie nahestehendes Wahlbündnis angetreten, welches aus der konservativen Partido Demócrata Nacional, Antipersonalisten und einer Rechtsabspaltung der Sozialistischen Partei (Partido Socialista Independiente) bestand. Dieses Parteienkartell, die sogenannte Concordancia, hielt sich bis 1943 durch Wahlfälschungen an der Macht.
Justos Präsidentschaft war durch eine starke Einflussnahme britischen Kapitals auf die einheimische Wirtschaft sowie rasche Industrialisierungs- und Urbanisierungsprozesse geprägt, welche die argentinische Gesellschaft nachhaltig veränderten. Seine Amtszeit endete am 20. Februar 1938.